# Vikingstadion
Het Viking stadion is een voetbalstadion in de Noorse stad Stavanger. Het stadion werd gebouwd in het begin van de 21e eeuw. Het speelde een rol bij de kandidaatstelling van Zweden en Noorwegen voor het EK 2016. Stavanger was een van de mogelijke speelsteden, waarbij het stadion dan uitgebreid zou worden tot 30.000 zitplaatsen. Uiteindelijk trokken beide landen zich terug als mogelijke organisator. 
Naast de wedstrijden van Viking FK wordt het stadion ook gebruikt voor popconcerten.